# Rocket Jets
Rocket Jets était une attraction de Disneyland en Californie, StarJets était son équivalent au Magic Kingdom en Floride et Starjets est la version encore existante à Tokyo Disneyland.
Cette attraction fut longtemps un succès des parcs Disney bien qu'elle ait été remplacée dans les parcs américains par un nouveau concept conçu à l'origine pour le Parc Disneyland, l'Orbitron.

## Les attractions

### Disneyland
Rocket Jets n'était pas la première version d'un manège de fusée au sein du Tomorrowland de Disneyland. Elle était précédée par Astro Jets. Cette seconde version était située plus au sud que son aînée et avait la particularité d'être située au-dessus du niveau du sol. Lors du nouveau Tomorrowland de 1967, le land avait accueilli un nouveau système de transport sur voie aérienne, le PeopleMover. La voie faisait le tour d'une plateforme centrale qui servait aussi pour l'embarquement. C'était au-dessus de la gare, au deuxième étage, qu'avait été construit le manège dont l'imposant axe centrale avait la forme d'une fusée Saturn V de la NASA. Le manège était accessible grâce à un ascenseur.
L'attraction ferma en 1997 pour préparer le Nouveau Tomorrowland de 1998. Le manège fut remplacé par un nouveau concept Astro Orbitor, mais délocaliser à l'entrée de Tomorrowland et non plus sur la plateforme du PeopleMover, ayant lui aussi était fermé et remplacé par Rocket Rods. L'axe du manège a été conservé et transformé en un décor rotatif, l'Observatron.  Les navettes des passagers ont été vendues en 2005 sur le site d'enchères eBay, par la société Disney Auctions, une filiale de Disney.
- Nom : Rocket Jets
- Ouverture : 2 juillet 1967[1]
- Fermeture : 6 janvier 1997[1]
- Conception : WED Enterprises
- Thème des véhicules : Fusée Saturn V
- Ticket requis : "D"
- Type d'attraction : Manège de fusée
- Situation : 33° 48′ 44″ N, 117° 55′ 02″ O
- Attractions précédentes :
  - Astro Jets 1956 - 1966
  - Tomorrowland Jets fin 1966 - août 1967
- Attractions suivantes :
  - Astro Orbitor 1998 (même type d'attraction)
  - Observatron (décor animé sur le même emplacement)

### Magic Kingdom
StarJets était un clone de son aînée de Californie, plateforme surélevée comprise. L'attraction a été remplacée par Astro Orbiter en 1994 lors d'une refonte de Tomorrowland.
- Nom : StarJets (avec J majuscule)
- Ouverture : 28 novembre 1974[2]
- Fermeture : 1994[2]
- Conception : WED Enterprises
- Thème des véhicules : Fusée Saturn V
- Attractions suivantes :
  - Astro Orbiter
- Ticket requis : "D"
- Type d'attraction : Manège de fusée
- Situation : 28° 25′ 06″ N, 81° 34′ 45″ O
- Attraction suivante :
  - Astro Orbiter depuis 1994[2]

### Tokyo Disneyland
Starjets est une version sans PeopleMover de ses consœurs américaines et existe toujours. Des rumeurs perdurant depuis 1999 voudraient toutefois quelle soit remplacée elle aussi.
- Nom : Starjets (avec J minuscule)
- Ouverture : 15 avril 1983 (avec le parc)[2]
- Conception : WED Enterprises
- Thème des véhicules : Fusée Saturn V
- Type d'attraction : Manège de fusée
- Situation : 35° 37′ 53″ N, 139° 52′ 47″ E